# Willington Ortiz
Willington José Ortiz (ur. 26 marca 1952 w Tumaco) – kolumbijski piłkarz. Rozegrał 49 meczów dla drużyny narodowej Kolumbii i strzelił dla niej 12 bramek.
Ortiz rozpoczął swoją karierę na pozycji napastnika w 1971 roku w klubie Millonarios FC. W debiucie zdobył zwycięskiego gola przeciwko SC Internacional. Zdobył z Millonarios Mistrzostwo Kolumbii w latach 1972 i 1978. Grał w drużynie Millonarios do roku 1979 i w tym czasie brał udział w Copa Libertadores w latach 1973, 1974, 1976 i 1979.

## Deportivo Cali
W roku 1980 Willington stał się znany jako El Viejo Willy (z hiszpańskiego Stary Willy), został sprzedany do Deportivo Cali i grał dla Los Azucareros przez trzy sezony. Przez dwa pierwsze sezony mnóstwo uwagi poświęcał mu jeden z południowoamerykańskich gigantów futbolu – argentyński River Plate, szczególnie ze względu na gola, którego strzelił popularnemu bramkarzowi Ubaldo Fillolowi.

## Era „Mechita”
Willington został sprzedany do América de Cali pod koniec roku 1982 i zdobył tytuł mistrza Kolumbii w latach 1983, 1984, 1985 i 1986. Był on częścią tego, co niektórzy nazywali ultra defensywnym zespołem, ale w 1983 roku sam Ortiz i jeden z kolegów z drużyny napastnik Juan Manuel Battaglia zdobyli łącznie 40 bramek. Willington stanowił nieodłączną część swojej drużyny i był tak świetnym zawodnikiem, że został ochrzczony mianem La Mechita (co w dosłownym znaczeniu oznacza fajerwerk, rakieta). Z zespołem América de Cali Ortiz dotarł do finału Copa Libertadores trzykrotnie, w 1985, 1986 i 1987, ale za żadnym razem nie udało mu się wygrać.

## Reprezentacja Kolumbii
Ortiz grał na Letnich Igrzyskach Olimpijskich w 1972 roku w barwach reprezentacji swojego kraju. Zagrał także w trzech edycjach Copa América, w 1975 (gdzie zdobyli drugie miejsce, a Ortiz zdobył dwa gole), 1979 i 1983. Brał również udział, w kwalifikacjach do Mistrzostw Świata w 1974, 1978 i 1982 roku. Nie wystąpił jednak w żadnym z turniejów Mistrzostw Świata.

## Tytuły
| Season | Team            | Title            |
| ------ | --------------- | ---------------- |
| 1972   | Millonarios FC  | Liga kolumbijska |
| 1978   | Millonarios FC  | Liga kolumbijska |
| 1983   | América de Cali | Liga kolumbijska |
| 1984   | América de Cali | Liga kolumbijska |
| 1985   | América de Cali | Liga kolumbijska |
| 1986   | América de Cali | Liga kolumbijska |